# 美環蝶屬
美環蝶屬（學名：Opoptera）是閃蝶亞科大翅環蝶族中的一個屬。分佈於新熱帶界，巴西東南部大西洋沿岸森林的多樣性相對較高。

## 物種
尖翅美環蝶種團
- 尖翅美環蝶 （Opoptera aorsa）
- 星室美環蝶 （Opoptera arsippe）
- 布拉美環蝶 （Opoptera bracteolata）
- Opoptera hilaris
- 斯氐美環蝶 （Opoptera staudingeri）

細美環蝶種團
- 福美環蝶 （Opoptera fruhstorferi）
- 圓翅美環蝶 （Opoptera sulcius）——又名鉤翅美環蝶
- 細美環蝶 （Opoptera syme）
  - 豐美環蝶 （O. s. fumosa）